# Zoé van Weert
Zoé van Weert (29 juli 1990) is een Nederlandse actrice. Ze speelde in diverse films en series, waaronder Paradise Drifters, Mocro Maffia en Goede tijden, slechte tijden.

## Levensloop
Van Weert maakte haar acteerdebuut in 2014 in de korte film The Last Man, hierna volgde meerde korte films zoals Skinheart, No Future en Impasse. In 2016 kreeg ze haar eerste grote rol in de SBS6-serie Celblok H waar ze de rol van Lotte 'Lot' Dekker vertolkte. Hierna volgde in 2018 de rollen van onder andere Sally in SpangaS en Tamara Brinkhuis in de Videoland-serie Mocro Maffia.
Van augustus 2021 tot en met januari 2022 vertolkte Van Weert de rol van Evi Stuurman. Ze was als dit personage in augustus 2021 te zien in de Videoland-serie Dokter Roman en in januari 2022 in de RTL 4-soapserie Goede tijden, slechte tijden. In februari 2024 was Van Weert te zien als de jonge Shirley Brard in de Videoland-serie PATTY.

## Filmografie

### Film
- 2014: The Last Man, als vrouw
- 2015: Skinhearts, als Zoe
- 2015: No Future, als Sjaak
- 2015: Mannenharten 2, als backpacker
- 2018: Aidan
- 2018: (On)bekend, als Jane / Stephany
- 2019: Impasse, als Naomi
- 2020: Paradise Drifters, als vechtende vrouw

### Televisie
- 2016: Celblok H, als Lotte 'Lot' Dekker
- 2016: Danni Lowinski, als Enith
- 2016: A'dam - E.V.A., als Emanuelle
- 2018: SpangaS, als Sally
- 2018, 2023: Mocro Maffia, als Tamara Brinkhuis
- 2019: DNA, als Eva Coenen
- 2021: Dokter Roman, als Evi Stuurman
- 2022: Goede tijden, slechte tijden, als Evi Stuurman
- 2023: Katwalk, als talkshow presentatrice
- 2024: PATTY, als jonge Shirley Brard

### Videoclip
- 2020: Een doodgewone man, van André Hazes jr.